# Докшас, Зигмантас Станиславович
Зигмантас Станиславович Докшас (Zigmantas Dokšas) — директор совхоза имени XXV съезда КПСС Литовской ССР, Герой Социалистического Труда, лауреат Ленинской премии 1988 г.
Родился 02.05.1933 г. в деревне Шарнеле в Плунгеском районе, был седьмым ребёнком в семье с 10 детьми. Учился в семилетней школе в Жемайтской Кальварии. 
Окончил Клайпедский сельскохозяйственный техникум по специальности зоотехник (1955) и заочно — экономический факультет Литовской сельскохозяйственной академии (1985).
В 1957—1958 гг. председатель колхоза им. Ю. Янониса. С 1958 по 1960 год — первый секретарь райкома[где?] комсомола, затем — на партийной работе, секретарь Шилутского райкома компартии Литвы.
В 1964 году (1 августа) как 30-тысячник возглавил совхоз «Юкнайчяй» (с 1976 г. назывался имени XXV съезда КПСС), созданный в результате объединения двух отстающих колхозов, и вывел его в передовые.
На центральной усадьбе совхоза п. Юкнайчяй в период его руководства были построены Дом культуры, школа со спортивным комплексом, детской художественной студией, филиалом музыкальной школы, амбулатория, служба быта, торговый центр (с двухэтажной столовой-кафе, хозяйственным и продовольственным магазинами), оздоровительный комплекс с бассейном, выставочными и музыкальными залами, зимним садом, процедурами.
С 1992 г. директор туристического комплекса «Юкнайчяй». С 2000 г. на пенсии.
Депутат Верховного Совета СССР (1984—1989) и Верховного Совета Литовской ССР.
Герой Социалистического Труда (30.03.1982). Лауреат Ленинской премии 1988 г. — за архитектуру посёлка Юкнайчяй. Заслуженный работник сельского хозяйства Литовской ССР.
Умер 19 июня 2024 года.